# Электростатическая силовая микроскопия
Электростатическая силовая микроскопия (ЭСМ) — разновидность динамической бесконтактной атомно-силовой микроскопии, в которой измеряется электростатическая сила. («Динамический» здесь означает, что кантилевер колеблется и не соприкасается с образцом). Эта сила возникает за счёт притяжения или отталкивания разделённых зарядов. Это дальнодействующая сила, и её можно обнаружить на расстоянии в 100 нм или более от образца.

## Измерение силы
Пусть проводящий зонд кантилевера и образец находятся на расстоянии z друг от друга в вакууме. Напряжение смещения между иглой и образцом подаётся от внешней батареи, образующей конденсатор C между ними. Ёмкость системы зависит от геометрии зонда и образца. Полная энергия, накопленная в этом конденсаторе, равна U = ½ C⋅ΔV2. Работа, совершаемая батареей для поддержания постоянного напряжения ΔV между пластинами конденсатора (игла и образец), равна -2U. По определению, из отрицательного градиента полной энергии Utotal = -U получается сила. Компонента z силы (сила вдоль оси, соединяющей зонд и образец), таким образом, равна
{\displaystyle F_{electrostatic}={\frac {1}{2}}{\frac {\partial C}{\partial z}}\Delta V^{2}\,.}
Для ∂C⁄∂z < 0 эта сила всегда создаёт притяжение. Электростатическую силу можно определить по напряжению, и эта сила является зависит квадратичным образом от напряжения. Следует отметить, что ΔV — это не просто разность потенциалов между зондом и образцом. Поскольку игла и образец часто изготавливаются из разных материалов и, кроме того, могут захватывать заряды, мусор и т. д., существует разница между работами выхода этих двух объектов. Эта разница, выраженная через напряжение, называется контактной разностью потенциалов, VCPD. Это приводит к тому, что вершина параболы находится в точке ΔV = Vигла — Vобразца — VCPD = 0. Обычно значение VCPD составляет порядка нескольких сотен милливольт. С помощью этого метода обычно можно измерять силы размером с пиконьютон.

## Бесконтактная атомно-силовая микроскопия
Распространённая форма электросиловой микроскопии включает бесконтактный режим работы АСМ. В этом режиме кантилевер колеблется на резонансной частоте кантилевера, а игла АСМ удерживается таким образом, что она воспринимает только дальнодействующие электростатические силы, не входя в режим отталкивающего контакта. В этом бесконтактном режиме градиент электрической силы вызывает сдвиг резонансной частоты кантилевера. Изображения ЭСМ могут быть созданы путём измерения колебаний кантилевера, фазового и/или частотного сдвига кантилевера в ответ на градиент электростатической силы.

## Иммерсия
Аналогично атомно-силовому микроскопу, образец в электростатическом силовом микроскопе можно погружать только в непроводящую жидкость, поскольку проводящие электричество жидкости препятствуют установлению разности электрических потенциалов, вызывающей обнаруженную электростатическую силу.